# 村上勝三
村上 勝三（むらかみ かつぞ、1944年4月23日 - ）は、日本の哲学研究者、東洋大学元研究科教授。文学博士。

## 経歴・人物
1971年東京大学文学部哲学科卒、1979年同大学院博士課程満期退学。1981年山口大学講師、1983年助教授、1993年東洋大学教授。1991年「デカルト形而上学の成立」で東大文学博士。
1998年から1999年フランスのマルクブロック大学交換研究員、2011年7月から2016年3月まで東洋大学国際哲学研究センター長に就任。2014年に同大教授を退職。2015年に同大学大学院特任教授に就き、教鞭を取った。

## 著書
- 『デカルト形而上学の成立』（1990年、勁草書房 / 2012年、講談社学術文庫）
- 『観念と存在　デカルト研究 1』（2004年、知泉書館）
- 『数学あるいは存在の重み　デカルト研究 2』（2005年、知泉書館）
- 『新デカルト的省察』（2006年、知泉書館）
- 『感覚する人とその物理学 デカルト研究 3』（2009年、知泉書館）
- 『知の存在と創造性』（2014年、知泉書館）

## 編集
- 『現代デカルト論集Ⅰ（フランス篇）』（1996年、勁草書房）
- 『現代デカルト論集II（英米篇）』（1996年、勁草書房）
- 『現代デカルト論集III（日本篇）』（1996年、勁草書房）
- 『真理の探究 17世紀合理主義の射程』（2005年、知泉書館）
- 『ポストフクシマの哲学』（2015年、明石書店）